# Iuma
La Iuma è una tradizionale festa peruviana legata al carnevale, in cui si beve chicha (una bevanda a base di mais fermentato e aromatizzata alla fragola), si danza intorno ad una pianta di eucalipto, in modo simile al girotondo, e a turno si prende un'accetta e si danno 3 colpi all'albero nel tentativo di abbatterla.

Chi l'abbatte vince un premio a base di birra e cibo, ma ha l'obbligo di mettere a disposizione, per l'anno seguente, un premio di valore simile. Mentre si gira intorno all'albero altre persone sporcano i partecipanti della danza con farina e schiuma da barba.
Al primo impatto sembra non essere un'usanza molto antica dato che si usa una pianta che arriva dall'Oceania. In passato però si adoperava un altro albero, ma l'eucalipto è più adatto in quanto cresce molto in fretta e in un anno raggiunge una discreta altezza.